# Zwembad

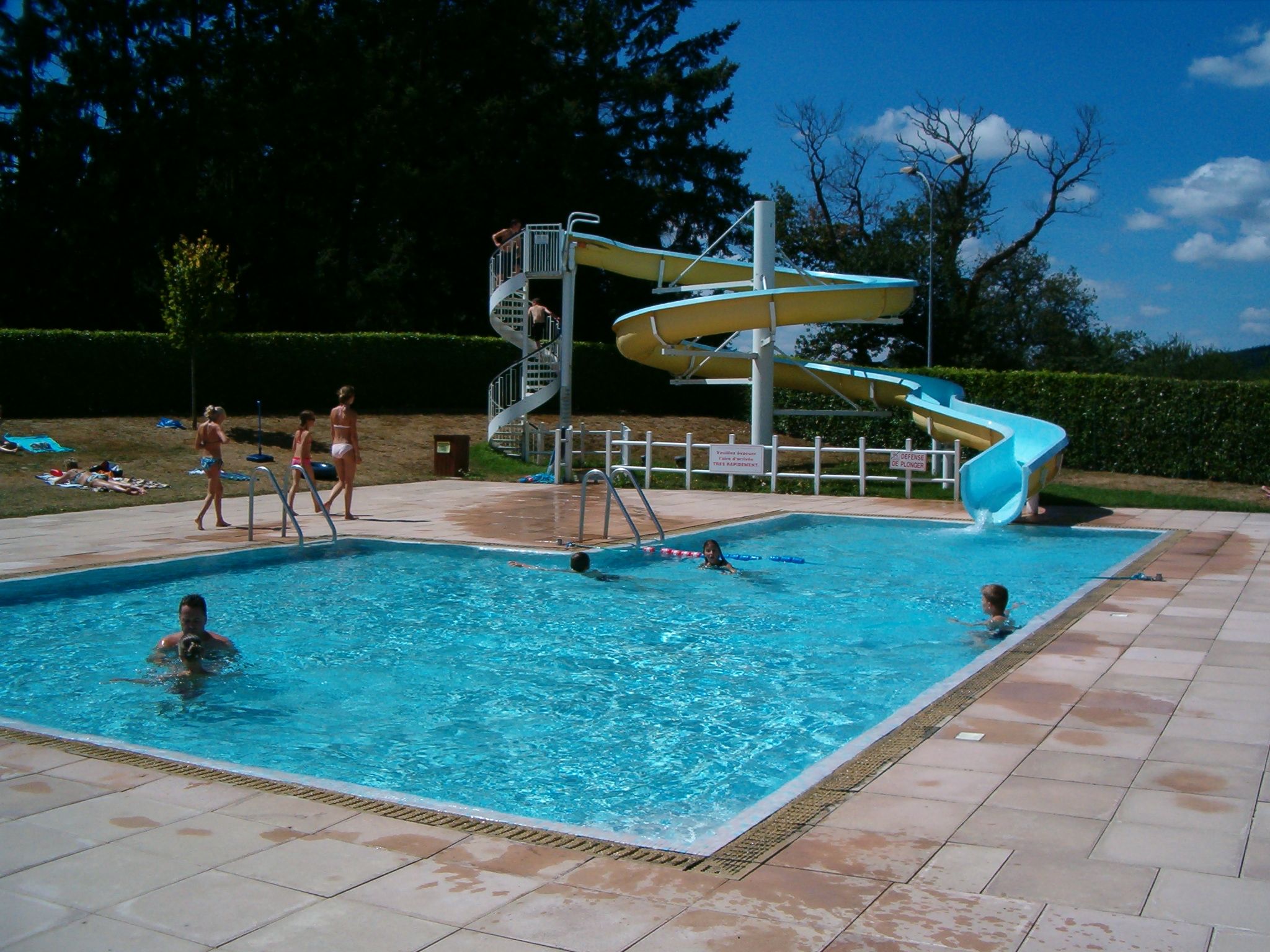
Een openluchtzwembad ook wel buitenbad genoemd

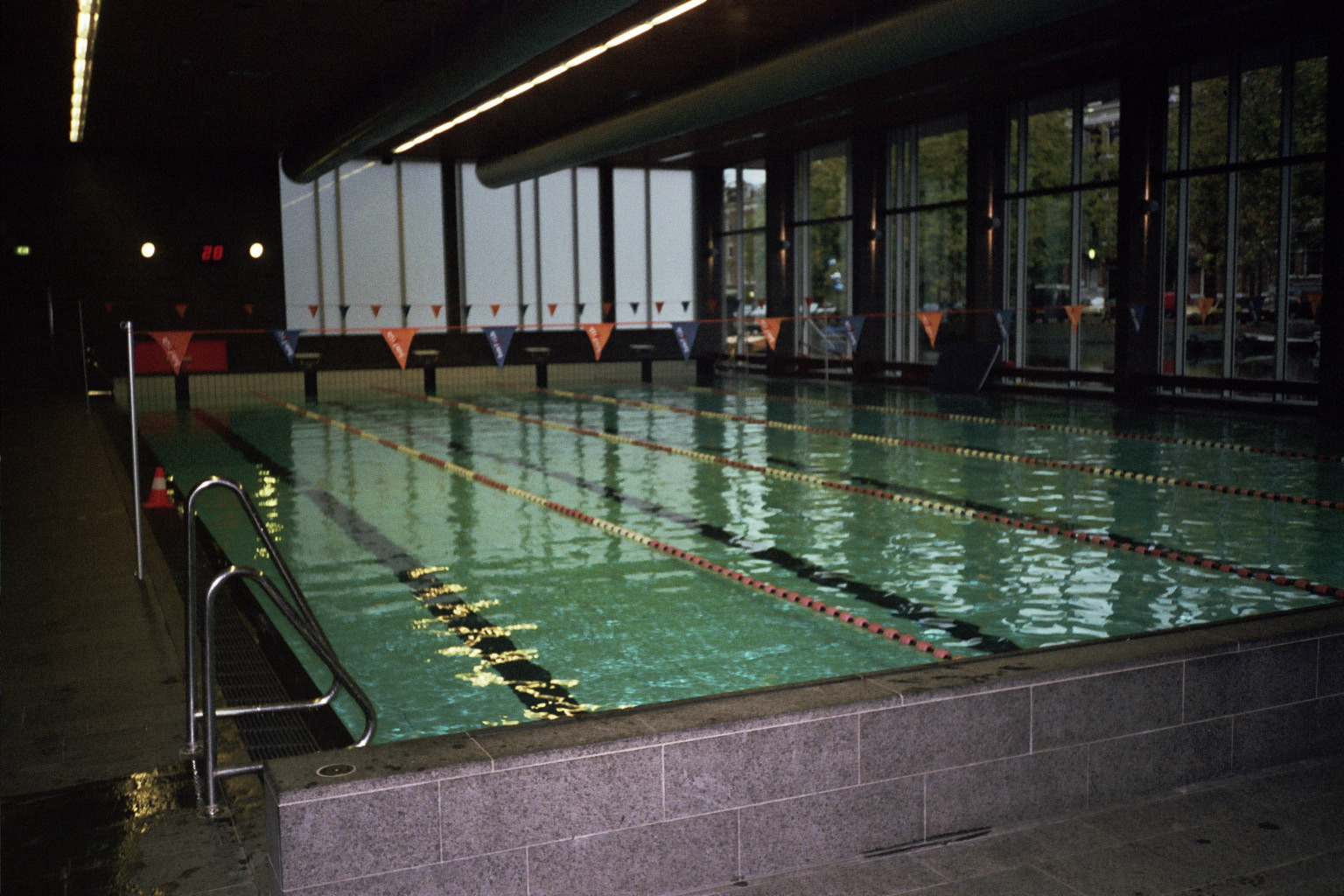
Een binnenbad

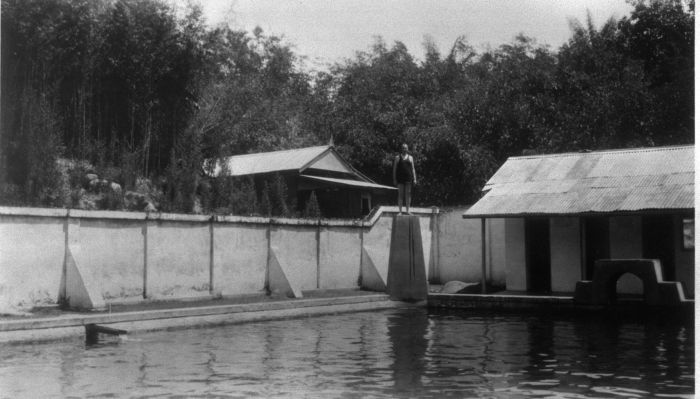
Het zwembad van Kali Taman te Salatiga, Midden-Java rond 1928

Een zwembad is een plaats waar mensen, voor hun plezier, voor de sport of als therapie kunnen gaan zwemmen.

## Soorten zwembaden
Er bestaan overdekte zwembaden en openluchtzwembaden. Openluchtzwembaden zijn vaak alleen geopend in de seizoenen waarop er goed gezwommen kan worden. Overdekte zwembaden sluiten soms in de hoogzomer voor onderhoud, op het moment dat men voldoende gebruik kan maken van een openluchtzwembad.
Vroeger bestonden er aparte jongens- en meisjesbaden en was gemengd zwemmen daar niet toegestaan.
Sommige zwembaden hebben een extra diep bad voor duiken vanaf een duiktoren. 
Een officiële maat voor de afmetingen van een zwembad is het gebruik van de afmetingen van een zwembad met olympische afmetingen. Ook bestaan er wedstrijdbaden.
Er is nog een ander type zwembad. Dat is een zwembad met tegenstroom. In een zwembad met tegenstroom wordt er een tegenstroom gecreëerd waarin de zwemmer weerstand ondervindt en daardoor op zijn eigen positie kan blijven zwemmen. Er zijn verschillende technieken om stroming te produceren in een zwembad. Afhankelijk van het type stroming zal een zwemmer zich comfortabel voelen of wordt het meer een strijd om te blijven zwemmen.
Er wordt onderscheid gemaakt tussen bassins waar het water eenmalig wordt gebruikt en na elke bader geheel wordt ververst en bassins waar water wordt hergebruikt. Bij circulatiebaden bijvoorbeeld circuleert het water voortdurend via een waterzuiveringsinstallatie. Bij zogeheten doorstroomde bassins wordt het water continu ververst. Het afgevoerde water komt in het riool terecht of gaat naar de zuiveringsinstallatie van een ander bassin. De meeste 'gewone' zwembaden zijn circulatiebaden.
Op grote cruiseschepen zijn vaak één of meerdere zwembaden aanwezig.  

## Zwembaden

### In Nederland en Vlaanderen
In 1988 waren er in Nederland 786 openbare zwembaden, wat is afgenomen tot 700 in 2012 en 625 in 2021. Vlaanderen kende in 1995 486 zwembaden, en in 2019 nog maar 299. Daarnaast zijn er nog enkele duizenden therapiebaden (onder andere in ziekenhuizen) en zwemgelegenheden die semi-openbaar zijn (bijvoorbeeld in hotels en op campings). Het is niet bekend hoeveel privézwembaden er in Nederland of Vlaanderen zijn.
De openbare zwembaden, de semi-openbare in hotels en op campings en de therapiebaden van ziekenhuizen e.d. worden volgens de Nederlandse wet in vier categorieën ingedeeld:
- Categorie A:
  - bedoeld voor het zwemmen of baden in niet-oppervlaktewater
  - ten minste een bassin heeft een wateroppervlakte van 2 m²
  - ten minste een bassin is dieper dan 0,5 meter
- Categorie B:
  - bedoeld voor het zwemmen of baden in niet-oppervlaktewater
  - ten minste een bassin heeft een wateroppervlakte van 2 m²
  - geen bassin is dieper dan 0,5 meter
- Categorie C:
  - bedoeld voor het zwemmen of baden in oppervlaktewater
- Categorie D: overige zwemgelegenheden in oppervlaktewater, voor zover deze niet zijn ingericht

De meeste 'gewone' zwembaden vallen in categorie A.

### Pierenbad
Een aparte categorie zwemgelegenheid is het pierenbad of kleuterbad. Dit zijn ondiepe zwembaden voor kinderen of volwassenen die niet kunnen zwemmen. Ze variëren van enkeldiep tot rompdiep. Soms maken ze deel uit van een "gewoon zwembad" waarbij op de grens tussen ondiep en diep een afscheiding, bijvoorbeeld een ballenlijn, is aangebracht. Andere zijn los van het diepe gedeelte in het zwembad ingebouwd. De enkeldiepe pierenbaden komen ook buiten zwembaden voor. Ze liggen in parken, plantsoen of speelplaatsen waarbij kinderen onder toezicht kunnen badderen en verkoelen. In Amsterdam is een aantal van die badjes onder architectuur ontworpen door Aldo van Eyck.

## Tijdelijke zwembaden voor particulier gebruik

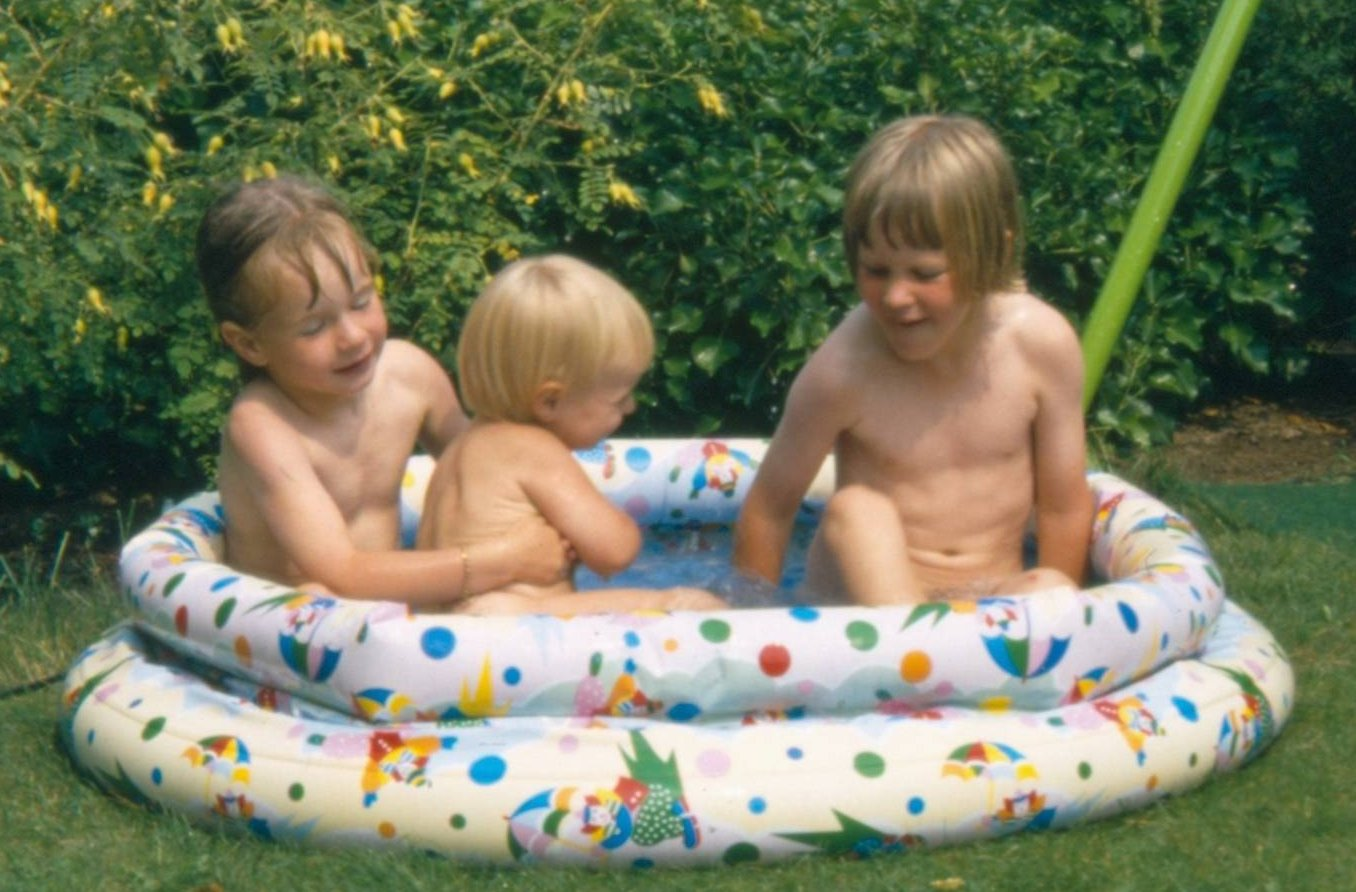
Opblaasbaar kinderbadje

Bij warm weer zetten veel mensen een kinderzwembad in de tuin.
Meestal is zo'n bad niet groot genoeg om in te zwemmen en het mag dan ook eigenlijk geen zwembad heten.
Er zijn ook grotere baden, met een diepte van meer dan een meter, waarin wel kan worden gezwommen. Deze moeten dan vaak speciaal worden geïnstalleerd door vakmensen.

## Voorzieningen
Een openbaar zwembad heeft meestal cabines waarin de bezoekers zich kunnen verkleden.
Soms geschiedt het verkleden gemeenschappelijk en in dat geval zijn er meestal twee kleedkamers, gescheiden voor mannen en voor vrouwen.
Sommige zwembaden hebben gezinscabines, die ruimte bieden aan ongeveer vier personen tegelijk (ouders met kinderen of een groepje kinderen).
De spullen blijven meestal niet in de cabine, ze worden vaak in een kluisje gestopt. Kleding kan indien hier geen belangrijke spullen in zitten ook met een speciale kleerhanger aan een kapstok worden opgehangen. De looppaden bij de cabines en kluisjes worden onderverdeeld in die waar men wel, en die waar men niet de schoenen aan mag hebben. Kleedcabines hebben vaak twee deuren, uitkomend op dit buiten- en binnendeel. In dat geval gaan de deuren soms beide naar binnen open, en heeft de kleedcabine een bankje met een opklapbare strook, dat in uitgeklapte toestand beide deuren blokkeert; dit systeem zorgt ervoor dat bij het verlaten van de cabine beide deuren worden gedeblokkeerd. Ook kunnen kleedcabines zijn geplaatst aan weerszijden van een gangpad dat naar het binnendeel loopt. In dat geval hebben ze aan slechts één kant een deur die is voorzien van een slot waarmee deze kan worden afgesloten tijdens het omkleden.
Bij vele zwembaden wordt van de zwemmers verwacht dat ze zich douchen voordat ze het zwemwater ingaan, zodat ze dat niet vervuilen. Er is dan een douche in het looppad tussen de kleedcabines en het zwemwater zodat het gebruik van de douche onontkoombaar is. Er wordt dan tevens met een bord aangegeven dat douchen verplicht is, zodat voor iedereen duidelijk is dat er eerst gedoucht moet worden. Het komt ook voor dat het niet verplicht is om zich vooraf te douchen. Soms is een badmuts verplicht.

## Recreatie
Voor recreatie zijn er soms grotere (sub)tropische zwembaden. Deze zijn meestal overdekt en vaak in combinatie met een bungalowpark. Hier zijn ook vaak waterglijbanen, wildwaterbaan, golfslagbad, whirlpools en sauna's. Regelmatig beschikken ze over een horeca-gelegenheid om iets te eten en te drinken. Bij recreatiezwembaden zijn vaak ligweiden en speelvoorzieningen aanwezig.
Daarnaast hebben ook gewone openbare zwembaden soms naast een wedstrijdbad een recreatiebad met bovenstaande voorzieningen, zodat deze ook voor recreatie kunnen worden gebruikt.
Ecologische natuurbaden worden zo genoemd omdat er geen chemicaliën worden gebruikt om de waterkwaliteit op peil te houden. Ze zijn voorzien van al dan niet stromend oppervlaktewater. De waterkwaliteit wordt regelmatig gecontroleerd. Ecologische zwemvijvers zijn soms ingericht met een zuiverend helofytenfilter. Een voorbeeld is de zwemgelegenheid in het Boekenbergpark te Antwerpen.
Vrijwel elk saunabedrijf beschikt over een of meer zwembaden. Ook grotere hotels beschikken meestal over een zwembad.

## Hygiëne en veiligheid
De regels voor hygiëne hebben onder meer betrekking op de kwaliteit van het water en de aantallen douches en toiletten in een zwembad. Bij veiligheid gaat het over het toezicht door badmeesters, maar ook over bijvoorbeeld de stroefheid van de vloeren en de helling van badbodems, onderhoud en functioneren van voorzieningen.
Water, waaronder zwemwater, bevat van nature allerlei bacteriën, waarvan de meeste overigens onschadelijk zijn. Doordat mensen in het water zwemmen, komt er nog meer vuil in terecht. Niet alleen bacteriën, maar ook haren, urine en andere ongerechtigheden. Om die reden wordt de kwaliteit van het water continu in de gaten gehouden. Enerzijds mag de concentratie ziekteverwekkers niet boven een bepaalde waarde uitstijgen. Anderzijds gelden minimumwaarden voor bijvoorbeeld het doorzicht van het water en de toegediende hoeveelheid desinfectiemiddel (chloor). Verder wordt de zuurgraad gemeten en (indien van toepassing) de hoeveelheid cyanuurzuur en ozon.
Sommige zwembaden zijn gevuld met zout water.
In natuurwater kan blauwalg (ook cyanobacteriën genoemd) voorkomen, een giftige bacterie. Zwemmen is dan gevaarlijk. Daarom wordt hier altijd voor gewaarschuwd. Deze waarschuwingen zijn te vinden op speciale sites en apps.

### In Nederland
Het Nederlandse Ministerie van Infrastructuur en Waterstaat stelt regels op voor de hygiëne en de veiligheid in zwembaden. Die regels zijn vervat in de Wet hygiëne en veiligheid badinrichtingen en zwemgelegenheden (Whvbz) en in het Besluit hygiëne en veiligheid badinrichtingen en zwemgelegenheden (Bhvbz). Gedeputeerde Staten zijn toezichthouder op de uitvoering van de Whvbz en monitoren onder andere de waterkwaliteit. Het ministerie van Volksgezondheid, Welzijn en Sport heeft via GGD's en de Wet bestrijding infectieziekten een indirecte invloed op de zwemwaterkwaliteit. Als door een calamiteit de zwemwaterkwaliteit gevaar loopt, vindt overleg plaats met de provincies. Verder is er een relatie met zwemsport. Het schoolzwemmen valt onder het ministerie van Onderwijs, Cultuur en Wetenschap.
De precieze normen waar zwembadwater aan moet voldoen staan vermeld in het Besluit hygiëne en veiligheid badinrichtingen en zwemgelegenheden en ook in het informatieblad Nieuwe regels voor badinrichtingen en zwemgelegenheden. De controles van het water dienen elke maand plaats te vinden en moeten worden uitgevoerd door een extern en erkend laboratorium.

## Chloor
Chloor doodt de in het water aanwezige bacteriën. Een teveel aan (gebonden) chloor (zie verder) kan echter irritaties aan de slijmvliezen (ogen) veroorzaken. Daarom zijn er onder- en bovengrenzen vastgesteld. De minimumhoeveelheid vrij beschikbaar chloor (VBC) in zwemwater is gesteld op 0,5 milligram per liter water. Vroeger was deze ondergrens afhankelijk van de zuurgraad (pH, deze hoort tussen 6,8 en 7,8 te liggen) van het water, maar sinds 2003 is dat niet meer zo. Er geldt een bovengrens van 1,5 mg/l. Bij gebruik van cyanuurzuur (een stabilisator) geldt een onder- en bovengrens van 2,0 respectievelijk 5,0 mg/l. Voor openluchtbaden en overdekte bassins met een wateroppervlak van minder dan 20 m² geldt een bovengrens van 5,0 mg/l.
Chloor kan op verschillende manieren aan het water worden toegevoegd: als gas of als vloeistof of door elektrolyse van zout water. Zodra het chloor aan het water is toegevoegd, gaat het een reactie aan met de in het water aanwezige verontreinigingen zoals huidschilfers of ureum. Chloor dat een verbinding is aangegaan met deze stoffen wordt 'gebonden chloor' genoemd. De bovengrens hiervan is 1,00 mg/l. Het gebonden chloor, bestaande uit onder andere chlooramines (mono, di- en trichlooramine), is de veroorzaker van de penetrante "chloorlucht" die men rond baden soms ruikt en die genoemde irritaties kan veroorzaken. De hoeveelheid chloor die jaarlijks in Nederlandse zwembaden wordt verbruikt, bedraagt ongeveer 1500 tot 1800 ton. Verlaging van het chloorgehalte in zwembaden tot beneden de aangegeven normen is ongewenst en ongeoorloofd in verband met de kans op verspreiding van infectieziekten.
Desinfectie met chloor komt altijd na de filtratie door actieve kool en/of zand, waarvoor ook gedetailleerde voorschriften bestaan. Chloor wordt tegenwoordig veelal ter plaatse uit zout bereid door middel van elektrolyse van zout water. Voordeel hiervan is dat er minder chloortransporten over de openbare weg nodig zijn. Sinds 2003 wordt ook steeds vaker ozon- of uv-behandeling toegepast, waardoor later in het proces minder chemicaliën nodig zijn. De twee laatste behandelingsmethodes werken bovendien preventief tegen legionella.

### Chloorarm
Chloor is het meest gebruikte ontsmettingsmiddel in zwembaden. Wanneer het vrije chloorgehalte lager ligt dan 0,5 ppm wordt er gesproken over een chloorarm zwembad. Hier ligt de concentratie aan chloor gemiddeld 4x lager dan in een traditioneel zwembad. Hierdoor verminderen de bijwerkingen van chloor zoals de geur, droge huid en irritatie van ogen en luchtwegen. Ook de milieubelasting van gechloreerd afvalwater daalt representatief. Om chloorarm te kunnen zwemmen is een aangepaste techniek voor de waterbehandeling nodig.
Chloorarm zwemmen in publieke zwembaden in Vlaanderen is vanaf 2018 toegelaten door de toepassing van een combinatie van drie technieken:
1. oxidatie: Bij zuurstofoxidatie worden via elektrolyse van het zoute water sterk desinfecterende stoffen gevormd (atomair zuurstof (Onasc), radicalen enz.).
2. koperionisatie: koperionen (Cu2+) hebben een desinfecterende werking door interactie met de celwand, DNA en proteïnen van micro-organismen.
3. Uv-straling: doodt bacteriën en zorgt voor de afbraak van gebonden chloor door middel van fotolyse.

### Zoutelektrolyse
Veel zwembaden desinfecteren met chloor dat ter plaatse gemaakt wordt door middel van elektrolyse van zout water. Hierbij ontstaan waterstof en natriumhypochloriet dat oplost in het water. Dit natriumhypochloriet is het zogenaamde vrije chloor dat reageert met vervuilende stoffen. 
De formule wordt geschreven als: NaCl + H2O + energie → H2 + NaOCl (vaak geschreven als Natriumhypochloriet of als oplossing in water; chloorbleekloog). 
Soms wordt dit systeem "chloorvrij" genoemd maar dat is niet correct, evenmin als beweringen over ademhalings- en huidproblemen. Het zijn immers de chlooramines, niet het vrije chloor, die gezondheidsproblemen en chloorstank kunnen veroorzaken bij sterke vervuiling. Een zwembad waar elektrolyse wordt toegepast is in principe vergelijkbaar met een conventioneel zwembad met chloor. Het grote verschil is dat het zoutgehalte, dat nodig is voor de elektrolyse, hoger is. Het zoutgehalte, de saliniteit, is overigens uiterst beperkt vergeleken met bijvoorbeeld zeewater. Het beheer van een bad met zoutelektrolyse vereist iets meer zorg omdat naast alle andere parameters ook de saliniteit op orde dient te zijn.

## Legionella
De houder / exploitant van een zwembad is in Nederland ingevolge artikel 2a van het Bhvbz (Besluit hygiëne en veiligheid badinrichtingen en zwemgelegenheden) verplicht voor het zwembadwater dat op zodanige wijze ter beschikking komt of wordt gebruikt dat daarbij aerosolen kunnen vrijkomen, een risicoanalyse op te stellen en zo nodig een beheersplan. Op de in het beheersplan aangegeven risicopunten moet dan elk half jaar een onderzoek naar de aanwezigheid van legionella worden uitgevoerd. Doel is dat zwemwater op risicopunten minder dan 100 KVE (kolonievormende eenheden) legionella per liter bevat.
In een zwembad wordt ook leidingwater gebruikt, voor onder andere douchen, hoewel daarvoor ook wel zwembadwater uit de filterinstallatie ingezet wordt. Ten aanzien van de preventie van legionella in het leidingwater van het zwembad gelden de regels van het Waterleidingbesluit Hoofdstuk IIIC.
Voor (zwem)badinrichtingen is in het Waterleidingbesluit aangesloten bij de definitie in artikel 1 van de Wet hygiëne en veiligheid badinrichtingen en zwemgelegenheden. Het betreft een voor het publiek of personen toegankelijke plaats die is ingericht om te worden gebruikt voor het zwemmen of baden, tezamen met de daarbij behorende terreinen, gebouwen, getimmerten en uitrustingen.

## Toezicht
In een zwembad moet 'voldoende' toezicht zijn, dat wil bv. in Nederland onder meer zeggen:
- Gedurende openingstijden houdt ten minste één persoon voortdurend toezicht. Deze persoon moet elk bassin goed kunnen overzien.
- Bij grote drukte, of wanneer een springplank in gebruik is, zijn veelal meerdere toezichthouders nodig. Ook bij een golfslagbad is extra toezicht nodig, met name op de momenten dat het water gaat golven.
- Als er weinig zwemmers zijn, mag het toezicht met tussenpozen worden uitgeoefend. Het moet dan wel om geoefende zwemmers gaan.
- Wanneer het zwembad gebruikt wordt door schoolzwemmers, verenigingen en andere groepen kunnen de 'eigen' badmeesters het toezicht overdragen aan bijvoorbeeld de gymnastiekonderwijzer of een van de verenigingsleden.
- Als wordt gezwommen in bassins dieper dan 1,40 meter, moet ten minste een van de toezichthouders kunnen reddingszwemmen.
- Een van de aanwezige personeelsleden moet een geldig EHBO-diploma bezitten en beschikken over voldoende hulpmiddelen (verbandtrommel, EHBO-ruimte, en dergelijke). Zwemmers die ziek worden of gewond raken kunnen zich bij dit personeelslid melden voor een behandeling.
- Dat het toezicht dat wordt uitgeoefend door de badmeesters/toezichthouders moet voldoen aan bepaalde kwalitatieve en kwantitatieve vereisten.

## Zwemdiploma
Kinderen die nog geen zwemdiploma hebben moeten onder toezicht van een volwassene blijven. Om veilig te kunnen zwemmen is het volgen van zwemonderwijs noodzakelijk. Kleine kinderen die nog niet kunnen zwemmen gebruiken zwembandjes. Ook kan het zijn dat ze zwemvleugels om hun armen moeten dragen. Deze zijn dan vaak verkrijgbaar bij de receptie, maar kunnen ook zelf worden meegenomen.

## Zwembadsporten
Sporten die wel in een zwembad beoefend worden zijn:
- Waterpolo
- Wedstrijdzwemmen
- Kunstzwemmen zoals synchroonzwemmen
- Schoonspringen waaronder synchroonspringen
- Onderwaterhockey